# Петерсберг (Палатинат)
Петерсберг (њем. Petersberg) општина је у њемачкој савезној држави Рајна-Палатинат. Једно је од 84 општинска средишта округа Југозападни Палатинат. Према процјени из 2010. у општини је живјело 890 становника. Посједује регионалну шифру (AGS) 7340037.

## Географски и демографски подаци
Петерсберг се налази у савезној држави Рајна-Палатинат у округу Југозападни Палатинат. Општина се налази на надморској висини од 340 метара. Површина општине износи 3,8 km². У самом мјесту је, према процјени из 2010. године, живјело 890 становника. Просјечна густина становништва износи 232 становника/km².